# Winn-Dixie (Unternehmen)

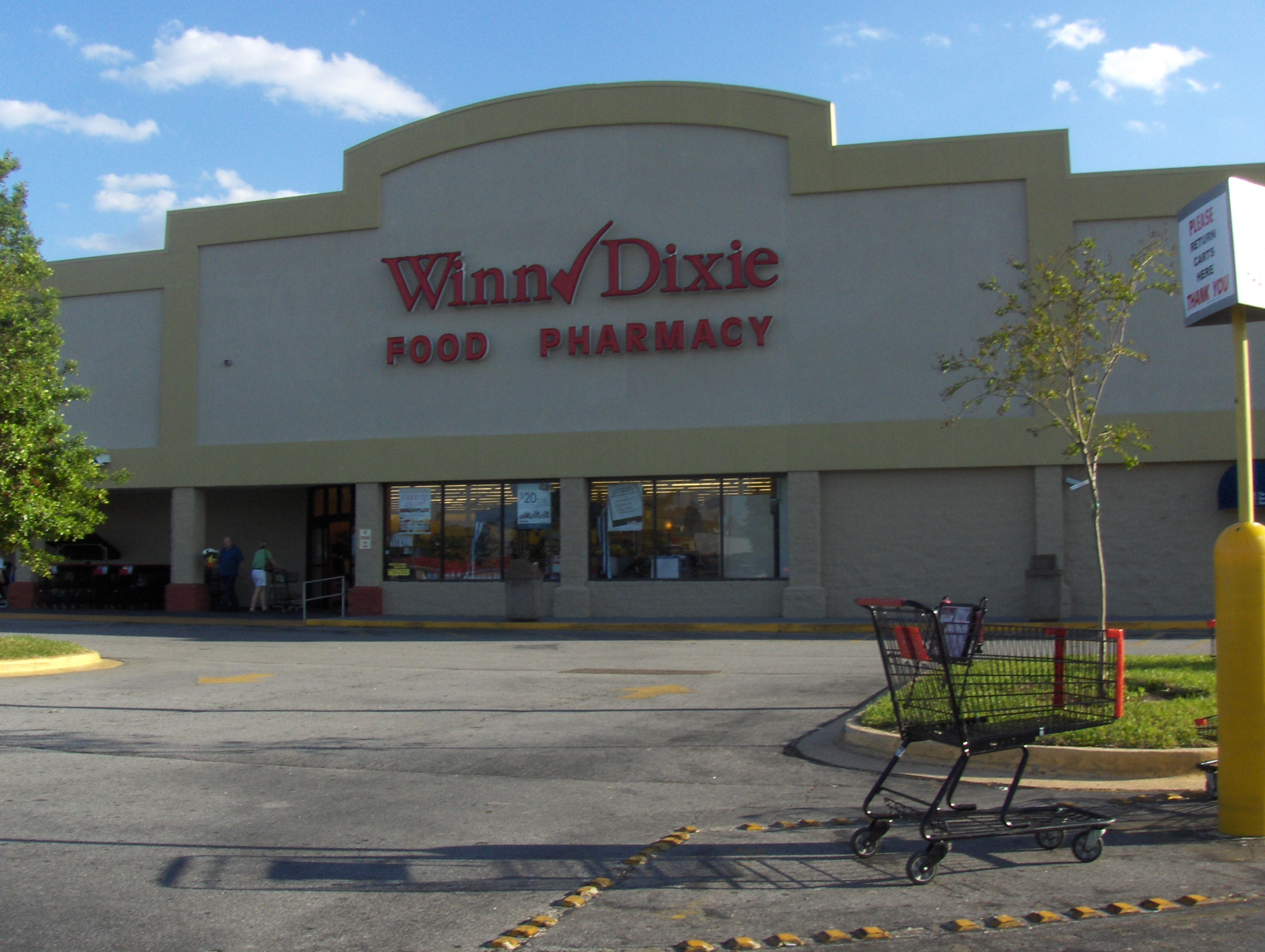
Eine Filiale in Kingsland (Georgia), mit einem zuvor genutzten Logo

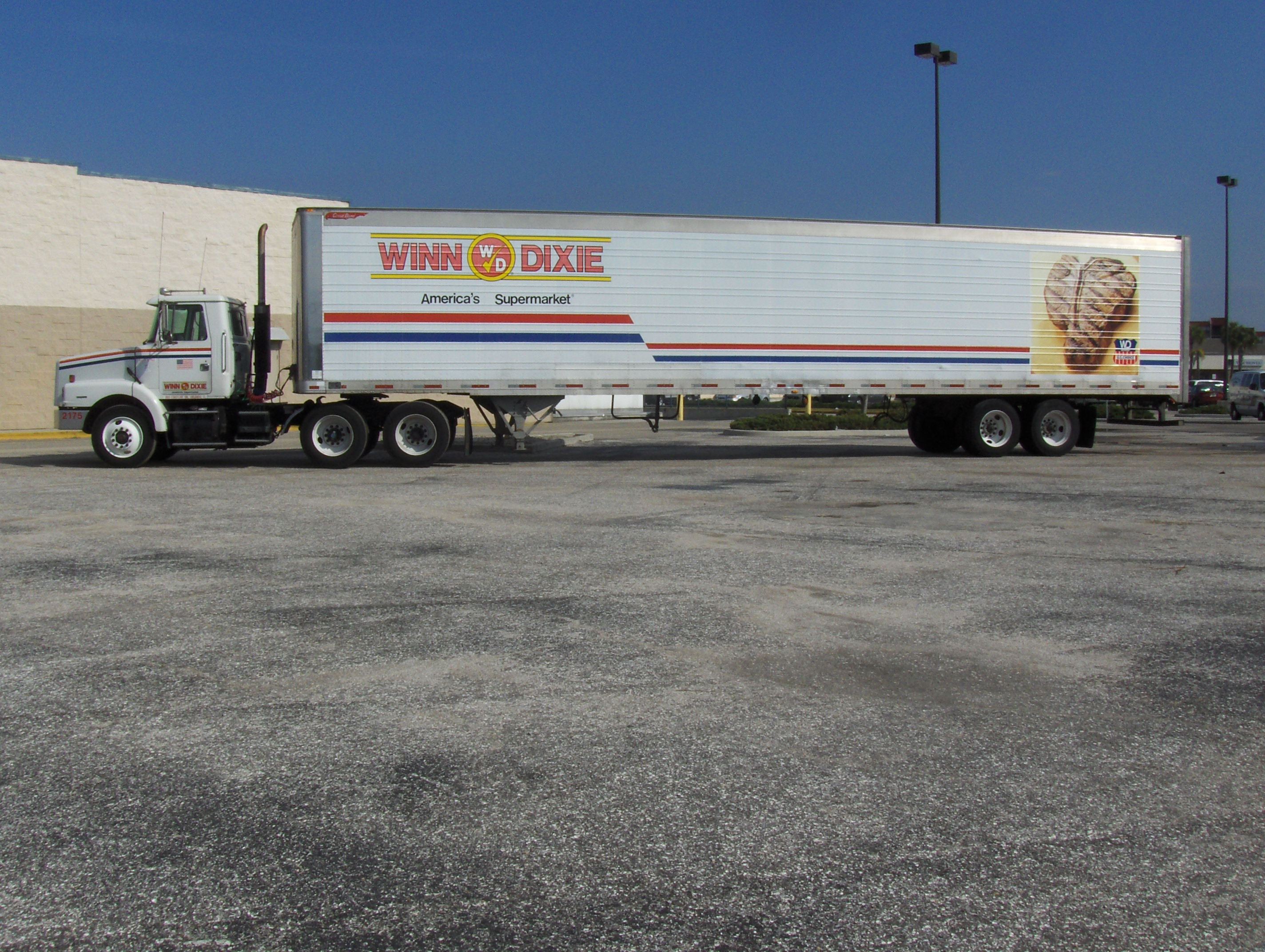
Ein typischer Winn-Dixie Truck in Port Charlotte. Auf dem Truck ist ein noch älteres Logo des Supermarktes.

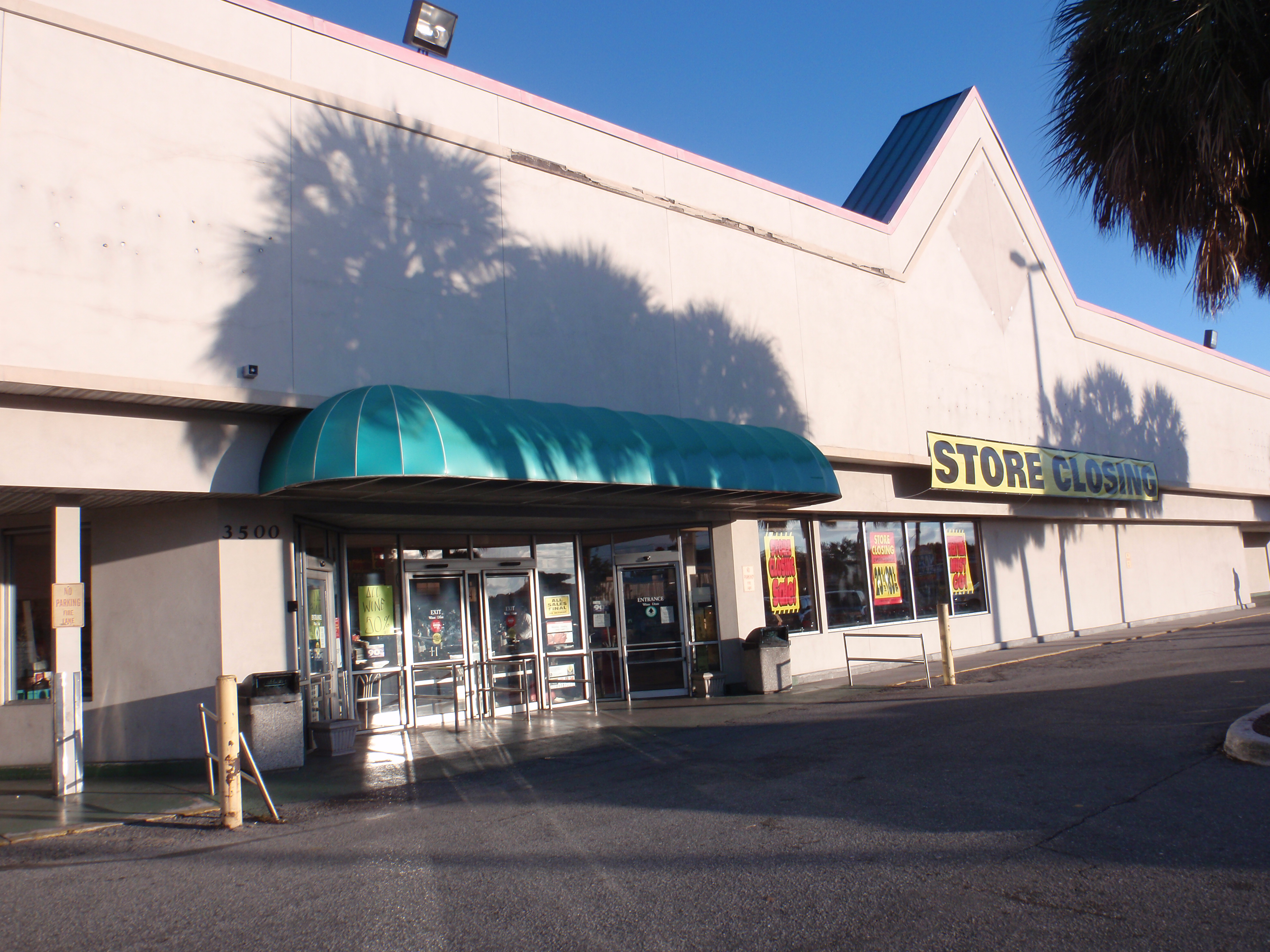
Ein geschlossener Markt in Sarasota.

Winn-Dixie Stores, Inc. ist ein US-amerikanischer Einzelhandelskonzern mit Sitz in Jacksonville, Florida. Auf Grundlage des Umsatzes aus dem Jahr 2011 war Winn-Dixie das 53. größte Einzelhandelsunternehmen in den Vereinigten Staaten. Das Unternehmen betreibt, gemeinsam mit Harveys_Supermarket rund 170 Geschäfte in Florida, Alabama, Louisiana, Georgia und Mississippi (Stand 2025). Es besteht seit 1955 unter dem heutigen Namen. Die Wurzeln gehen aber bis ins Jahr 1925 zurück.

## Geschichte

### Gründung
Im Jahr 1925 lieh sich William Davis 10.000 US-Dollar von seinem Vater und zog nach Miami, wo er ein Lebensmittelgeschäft kaufte, welches den Namen Rockmoor Grocery trug. 1927 wurde das Geschäft in Table Supply umbenannt. Zudem wurden vier weitere Filialen eröffnet. 1931 hatte die Kette 33 Filialen in Florida. William Davis starb 1934 und seine vier Söhne übernahmen das Unternehmen. 1939 kauften die Brüder 51 Prozent der Winn-Lovett, einer Kette mit 73 Filialen. Ab 1944 firmierten die Supermarktkette unter Winn-Lovett und verlegte ihren Unternehmenssitz nach Jacksonville, Florida.

### Umbenennung in Winn-Dixie
Winn-Lovett wurde 1952 die erste Corporation mit Sitz in Florida, die an der New York Stock Exchange gelistet wurde. Das Unternehmen wuchs weiterhin stark und übernahm viele Supermärkte in South Carolina, Georgia, Louisiana und Mississippi. 1955 kaufte Winn-Lovett die Dixie Home-Kette und änderte ihren Namen in Winn-Dixie.

### Finanzielle Schwierigkeiten
Im Jahr 2003 hatte Winn-Dixie über 1000 Filialen. Dennoch war die Aktie die, mit der schlechtesten Kursperformance im S&P 500. Im April 2004 schloss das Unternehmen 156 Filialen, darunter auch sämtliche 111 Filialen im Mittleren Westen der USA. Auch einige Geschäfte in North Carolina, South Carolina und Virginia wurden geschlossen. Auslöser der finanziellen Schwierigkeiten war der harte Wettbewerb mit den Konkurrenten Publix und Wal-Mart.

### Insolvenz
Am 22. Februar 2005 meldete Winn-Dixie Insolvenz nach Chapter 11 an. Am 21. Juni 2005 gab Winn-Dixie bekannt, dass 326 Filialen verkauft oder geschlossen werden, was einen Verlust von 22.000 Arbeitsplätzen bedeutete. Das Unternehmen schloss alle Geschäfte in North Carolina, South Carolina, Tennessee, Texas und Virginia. Am 28. Februar 2006 wurden weitere 35 Filialen in Florida geschlossen.

### Übernahme
Am 21. November 2006 gab das Management bekannt, dass die finanzielle Position gebessert und die Restrukturierung abgeschlossen sei. Am 12. März 2012 übernahm die BI-LO-Holding, eine US-amerikanische Supermarktkette, die Lone Star Funds gehörte, Winn-Dixie für 560 Millionen US-Dollar. Im Jahr 2015 überführte Lonestar Funds Winn-Dixie in die neu gegründete Southeastern-Grocers-Holding. Im August 2023 gab Aldi Süd bekannt, Winn-Dixie und Harveys Supermarkets, mit allen 400 Filialen, von Southeastern Grocers zu übernehmen.

### Rückkauf von Unternehmensteilen
Im Februar 2025 gab die Konzernmutter Southeastern Grocers bekannt, dass 170 Harvey’s- und Winn-Dixie-Filialen von Aldi Süd zurückgekauft worden sind und unter ihrem alten Namen weitergeführt werden.